# Edpercivalia
Edpercivalia is een geslacht van schietmotten van de familie Hydrobiosidae.

## Soorten
- E. banksiensis (AG McFarlane, 1939)
- E. borealis (AG McFarlane, 1951)
- E. cassicola (AG McFarlane, 1939)
- E. dugdalei JB Ward, 1998
- E. flintorum JB Ward, 2005
- E. fusca (AG McFarlane, 1939)
- E. harrisoni KAJ Wise, 1982
- E. maxima (AG McFarlane, 1939)
- E. morrisi JB Ward, 1998
- E. oriens JB Ward, 1997
- E. schistaria JB Ward, 2005
- E. shandi (AG McFarlane, 1951)
- E. smithi JB Ward, 2005
- E. spaini AG McFarlane, 1973
- E. tahatika JB Ward, 2005
- E. thomasoni (AG McFarlane, 1960)